# كروسهاربور ولندن أرينا (محطة مترو أنفاق لندن)
كروسهاربور ولندن أرينا (بالإنجليزية: Crossharbour & London Arena)‏ هي إحدى محطات مترو أنفاق لندن. تقع على خط قطار دوكلاندز الخفيف (فرع لويشام) أفتتحت في المنطقة (Zone) رقم 2 أفتتحت في 31 أغسطس 1987. 